# Monastero Bormida
Monastero Bormida é uma comuna italiana da região do Piemonte, província de Asti, com cerca de 970 habitantes. Estende-se por uma área de 14 km², tendo uma densidade populacional de 69 hab/km². Faz fronteira com Bistagno (AL), Bubbio, Cassinasco, Denice (AL), Loazzolo, Ponti (AL), Roccaverano, Sessame.

## Demografia
| Variação demográfica do município entre 1861 e 2011                               |
|                                                                                   |
| Fonte: Istituto Nazionale di Statistica (ISTAT) - Elaboração gráfica da Wikipedia |